# Чёрный легион (политическое движение)
«Чёрный легион» (англ. Black Legion) — организация на Среднем Западе Соединённых Штатов, отколовшаяся от Ку-клукс-клана (ККК). Придерживалась идеологии превосходства белых. Действовала во время Великой депрессии 1930-х годов. В период расцвета деятельности легиона его членами являлись около 30 000 человек, в том числе большое количество должностных лиц, включая начальника полиции Детройта. По данным Associated Press, в 1936 году легион подозревался в убийстве около 50 человек, в том числе Чарльза Пула. До убийства Пула, Associated Press описала Чёрный легион как «группу слабо объединённых ночных бандитов, работающих в нескольких штатах без организации или общей цели».
В 1915 году выпуск фильма Гриффита «Рождение нации» вызвал возрождение Ку-клукс-клана, но в отличие от Клана XIX века, новая организация нашла последователей по всей стране. В частности, она расширяла своё влияние на промышленные районы городского Среднего Запада. В течение 1920-х годов такие города, как Детройт, Кливленд и Индианаполис, наблюдали рост членства и активности в легионе, но когда большинство его лидеров оказались арестованы, его количество быстро сократилось.

## История
Первоначально Чёрный легион был частью Клана. Он был основан в 1920-х годах в Аппалачском районе Восточного Огайо Уильямом Шепардом, который сформировал военизированную армию, называемую «Чёрной гвардией». Первоначальная миссия организации состояла в том, чтобы защитить региональных офицеров Ку-клукс-клана. Чёрный легион сформировал отделы по всему Огайо, и начал распространяться на другие районы Среднего Запада США. Один из его самопровозглашённых лидеров, Вергилий «Берт» Эффингер, жил и работал в Лиме штата Огайо.
Как и в ККК, в Чёрном легионе состояли, большей частью, белые жители Среднего Запада, многие из которых были изначально с юга США. Будучи воспитаны в духе культуры и экономики сельского юга, эти люди все больше отчуждались от промышленного общества Севера, поскольку они были вынуждены отправиться на неквалифицированный труд нижних ступеней экономики крупных городов, таких как Детройт. Они возмущались необходимостью конкурировать за работу и жильё с чёрными мигрантами, еврейскими и католическими иммигрантами из Южной и Восточной Европы. Их список врагов включал всех иммигрантов, католиков, евреев и чернокожих, а также нетрадиционные протестантские религии, профсоюзы, фермерские кооперативы и различные братские группы. Большинство членов легиона было сосредоточено в Мичигане и Огайо.
Члены легиона создали сеть для работы и влияния на политику. Кроме того, они действовали в качестве секретной подпольной группы с целью обеспечить соблюдение их взглядов на общество, иногда нападая на иммигрантов, чтобы запугать их или заставить соблюдать представления о нравственности, свойственные легионерам. Они, как правило, выступали против социализма и организации профсоюзов.
В 1931 году отделение «Чёрного легиона» было сформировано в Хайленд-парке, штат Мичиган, Артуром Ф. Луппом, который назвал себя «главным генералом». Вероятно, подпитываясь экономическими и социальными потрясениями Великой депрессии, Чёрный легион продолжал распространяться в Мичигане вплоть до середины 1930-х годов, когда его предполагаемое членство достигло максимума в 30 000 человек. В целом, его члены были протестантами, многие из которых ранее мигрировали с юга. Треть участников организации проживала в городе Детройт, который ранее был центром деятельности ККК ещё с 1920-х годов. Мичиганский легион был организован по военным стандартам: пять бригад, 16 полков, 64 батальона и 256 рот. Представители легиона говорили, что их — около миллиона только в Мичигане, но журналисты подсчитали, что у них было только от 20 000 до 30 000 последователей по всей стране.

## Убийство Чарльза Пула
12 мая 1936 года Чарльз А. Пул, член Управления общественных работ США был похищен из своего дома бандой «Чёрного легиона». Легионеры утверждали, что Пул, французский католик, женатый на протестантской женщине, избивал свою жену, а потому намеревались наказать его за это. Вместо «наказания» он был убит той же ночью Дейтоном Дином. Прокурор округа Уэйн Дункан Макрей, который также был членом Чёрного легиона по сообщениям «Detroit Times», пообещал привлечь к ответственности убийц Пула. Власти арестовали и преследовали в судебном порядке банду из двенадцати человек, связанных с Легионом. Дейтон Дин признал себя виновным и дал показания против многих других легионеров; десять других были осуждены за убийство, не признав себя виновными. Дин и другие были приговорены к пожизненному заключению, а один человек был оправдан. Имея предвзятое отношение к католикам и иммигрантам, он и его сотрудники никогда не узнали, что Бекки Пул, голубоглазая блондинка, имела прадеда, который был афроамериканцем.
Ещё 37 членов Легиона были привлечены к уголовной ответственности за связанные преступления, осуждены и приговорены к тюремному заключению. Среди них были: бывший мэр, начальник полиции и городской советник, в «дополнение» к лицам, ещё бывшим на государственной службе. После этого судебного процесса количество легионеров быстро сократилось; его неограниченный террор закончился в районе Детройта.

## Другие убийства и обвинительные заключения
Свидетельства Дина привели прокуратуру к дополнительным расследованиям, выявив многочисленные случаи убийства, насилия и запугивания в течение трёхлетнего периода. Она раскрыла далеко идущую сеть членов Чёрного легиона в местные органы власти (например, Н. Рэй Маркленд был бывшим мэром Хайленд-парка), предприятия и общественные организации, включая правоохранительные органы. Прокурор обвинил членов Легиона в убийстве Сайласа Коулмана из Детройта — чернокожего человека, которого убили за пределами города Путнам, штата Мичиган 26 мая 1935 года. Это убийство произошло почти за год до похищения Пула.
Легиону также было предъявлено обвинение в заговоре с целью убийства Артура Кингсли, кандидата в мэры Хайленд-парка в 1934 году. Преступники планировали застрелить его в 1933 году, потому как ему прочили победу над Маркландом, политиком легионеров. Шестнадцать членов «Чёрного легиона» были арестованы по делу Кингсли, в том числе «два полицейских и несколько сотрудников мэрии города Хайленд-Парк». В этом случае были осуждены девять человек, в том числе Маркланд и Артур Ф. Лупп-старший, основатель Легиона в Мичигане. Согласно показаниям, в раскрытую сеть Легиона в Хайленд-Парке вошли начальник полиции и городской советник, но они не были арестованы за недоказанностью преступлений.
Выяснилось, что мэр Уильям Воиссин из Экорсе, штата Мичиган также был мишенью легионеров-политиков; члены организации возмутились тем, что тот нанял чернокожих на работу в городе. Прокурор МакКрей преследовал и осудил 37 членов Легиона за это и несколько связанных с ним обвинений, помимо тех, которые уже обвинялись в деле Пула. Все получили тюремные сроки, значительно уменьшив силу и количество Чёрного легиона в Детройте и Мичигане.
Некоторые другие дела полиции, по некоторым данным связанные с Чёрным легионом:
- Джордж Марчук, секретарь Союза автомобильных рабочих в Линкольн-парке, был найден мёртвым 22 декабря 1933 года с пулей в голове[8].
- Джон Билак, организатор автофокусировки «L.» на заводе компании Hudson Motor Car Company, который предложил увеличение заработной платы рабочим, 15 марта 1934 года был найден мёртвым на дороге в десяти милях от Монро, штат Мичиган[8].
- В Детройте было обнаружено тайное общество — секта, которое практиковало ритуальное убийство, называвшая себя «Чёрный легион». Ряд его членов были обвинены в убийствах. Полиция считала, что она является ответвлением Ку-клукс-клана и насчитывает более 10 000 сектантов. Её цель — противостоять неграм, католикам и евреям, но расследование не выявило связь с Кланом[15].

## В культуре

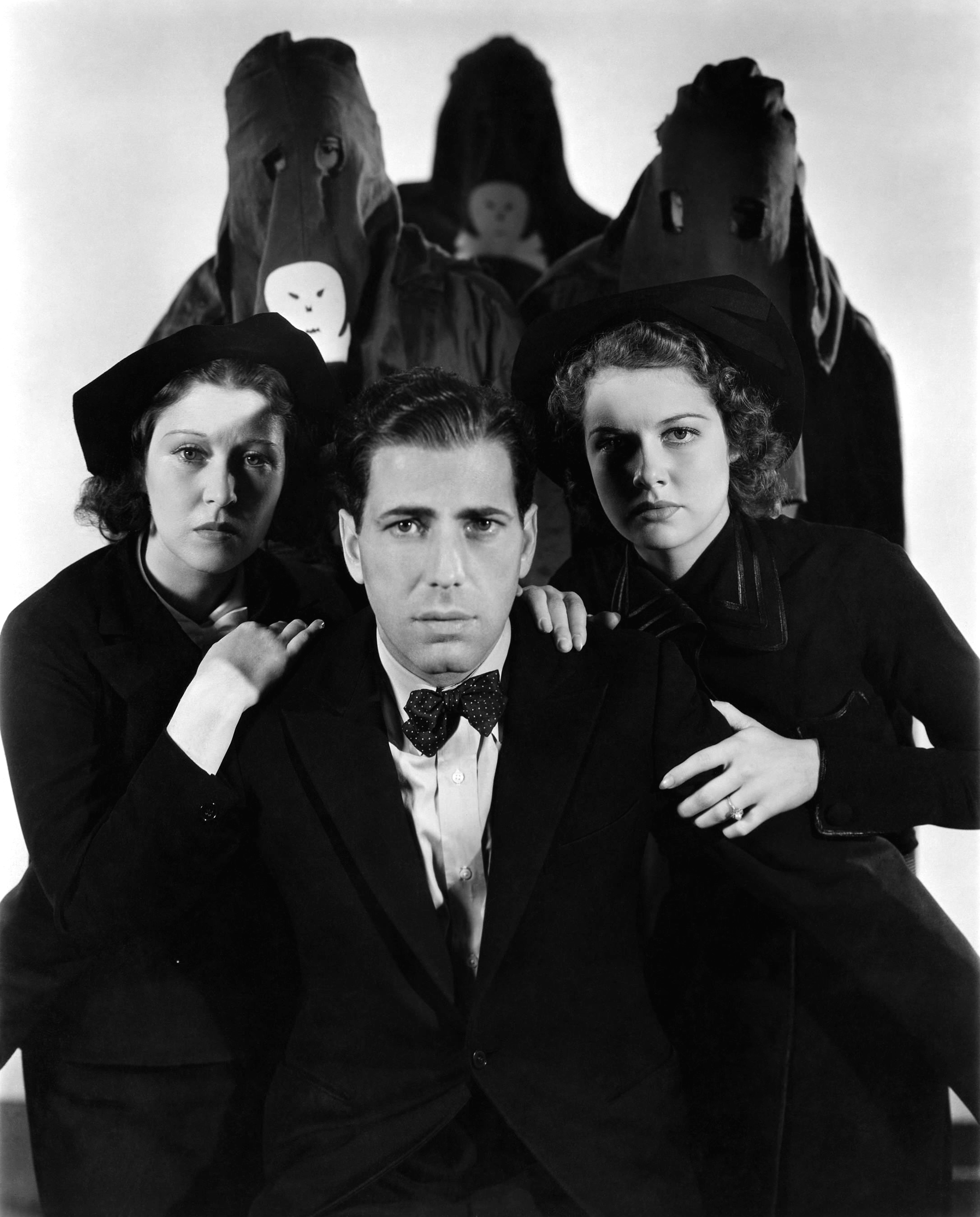
Эрин О’Брайен-Мур, Хамфри Богарт и Энн Шеридан в роли легионеров.

- Легион террора (1936) — фильм, где снялись Уорд Бонд и Брюс Кэбот[16], был основан на идеях и истории легиона[17][18].
- Чёрный Легион (1937) — художественный фильм, в главной роли Хамфри Богард[19], был основан на событиях убийства Чарльза Пула, хотя имена и детали дела были изменены для сюжета фильма. Фильм изобразил разрушительное воздействие террористических групп, таких как Чёрный Легион, на обычного американского человека, его семью, соседей и коллег[20]. Национальный совет по обзору назвал «чёрный Легион» лучшим фильмом 1937 года, а Хамфри Богарта — лучшим актёром за работу в фильме[21][22].
- Радиошоу True Detective Mysteries, основанное на одноимённом журнале, выпустило эпизод от 1 апреля 1937 года, в котором говорилось непосредственно об убийстве Пула последователями Легиона[23] .
- Радиошоу The Shadow с Орсоном Уэллсом в главной роли показал эпизод 20 марта 1938 года под названием «Белый Легион»; хотя он был основан на Чёрном легионе[23].
- В телесериале «Тайны истории» представлен эпизод о группе под названием «террор в глубинке: Чёрный Легион» (1998 год)[23].
- В сериале «Проклятие» (2017 года) представлена группа легионеров[23].